# Tachyusa americanoides
Tachyusa americanoides är en skalbaggsart som beskrevs av Pasnik 2006. Tachyusa americanoides ingår i släktet Tachyusa och familjen kortvingar. Inga underarter finns listade i Catalogue of Life.